# قنادبیگ ایسایف
قنادبیگ قدیقانویچ ایسایف (به قرقیزی: Канатбек Кедейканович Исаев) (زاده ۷ فوریه ۱۹۷۵) یک سیاستمدار قرقیزستانی است که با عنوان رئیس شورای عالی قرقیزستان خدمت می‌کرد. ایسایف در ۱۳ اکتبر ۲۰۲۰ پس از استعفای مهدی‌بیگ عبدالدایف، ریاست خود را آغاز کرد.
ایسایف همچنین بنیانگذار و رئیس حزب قرقیزستان است؛ یک حزب سیاسی میانه‌رو که در سال ۲۰۱۵ برای حمایت از سورنبای جینبیکف، رئیس‌جمهور وقت تأسیس شد. ایسایف در سال ۲۰۱۷، در حالی که به‌عنوان رهبر مخالفان در شورای عالی عمل می‌کرد، توسط سرویس امنیت دولتی به اتهام برنامه‌ریزی برای شورش قبل از انتخابات ریاست‌جمهوری ۲۰۱۷ قرقیزستان دستگیر شد.